# White Chalk
White Chalk —en españolː Tiza blanca—es el séptimo álbum de estudio de la cantante y compositora inglesa PJ Harvey, publicado por Island Records el 25 de septiembre de 2007.
El álbum marcó un radical cambio en estilo musical de Harvey al ser compuesto a base del piano, instrumento que ella tocó en todas las canciones, mostrando un sonido y letras más oscuras con varias referencias a la muerte. Fue coproducido por Harvey junto a Flood y John Parish, mismos quienes la ayudaron a producir To Bring You My Love (1995) e Is This Desire? (1998).
White Chalk debutó en la posición número 11 de la lista de álbumes del Reino Unido y en el puesto 65 del Billboard 200 en Estados Unidos, y fue promocionado por los sencillos «When Under Ether», «The Piano» y «The Devil».

## Historia

### Grabación, estilo musical y temática
White Chalk fue registrado en el período que comprende desde noviembre de 2006 a marzo de 2007, reclutando nuevamente a John Parish quién toco la guitarra y la batería entre otros instrumentos; este último junto con Flood y Harvey se encargaron de coproducir el álbum.
Musicalmente la placa mostró un radical cambio en el estilo musical de Harvey comparado con toda su discografía, abandonando la tradicional alineación de guitarra/bajo/batería. Las canciones están compuestas en su totalidad a base del piano, logrando un sonido oscuro y más tranquilo que lo había hecho hasta entonces. A pesar de su falta de experiencia en dicho instrumento, en una entrevista para The Wire Harvey explicó que "lo mejor de aprender un nuevo instrumento desde cero es que libera tu imaginación".
Vocalmente cantó en un registro mucho más alto que de costumbre, en un tono fuera de su rango normal y según ella "aullaba acerca de ser poseída por los demonios amantes y fantasmas". Líricamente hay referencias a temas como la muerte, el miedo y el aborto.

## Lanzamiento y desempeño comercial

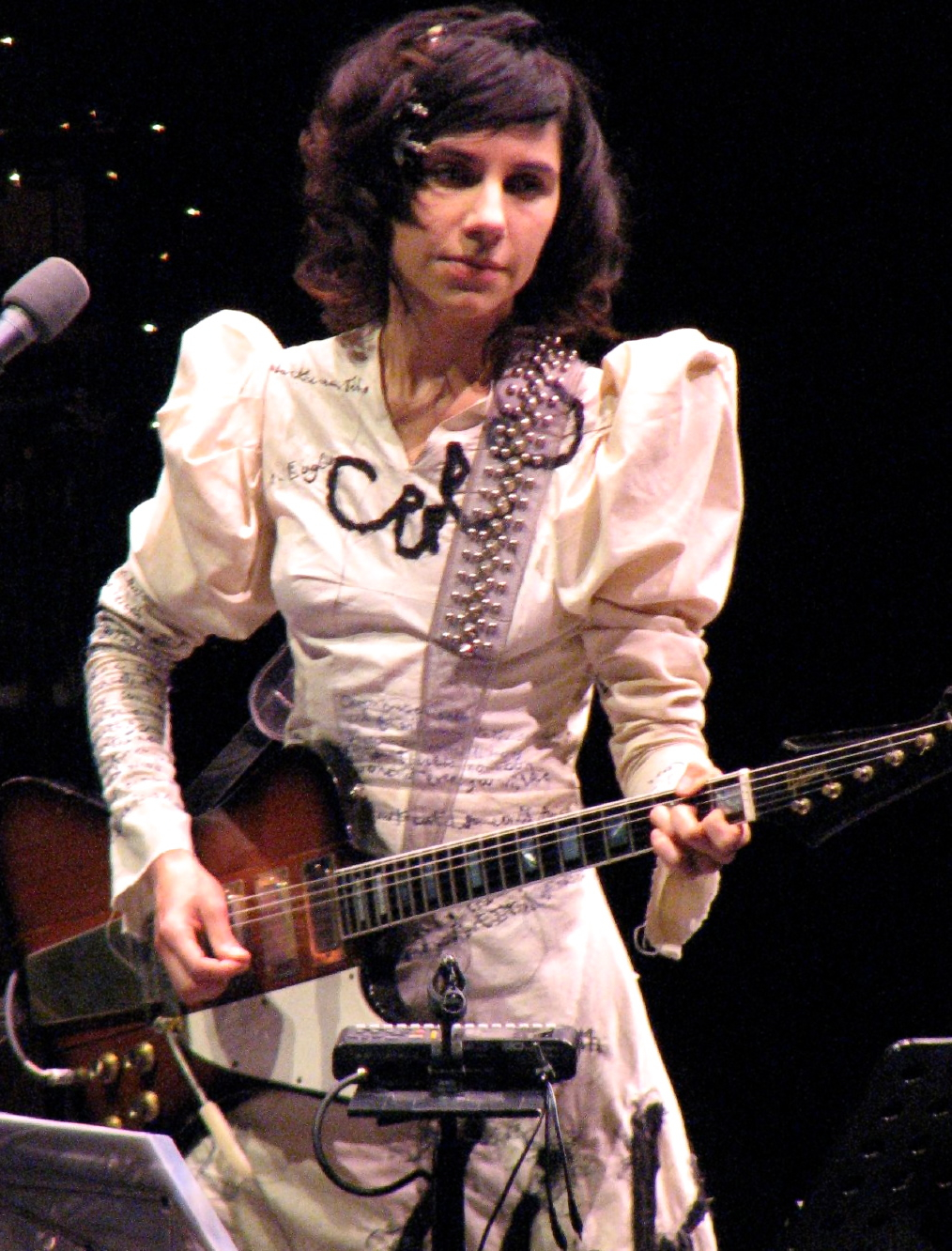
PJ Harvey en 2007, durante la gira de White Chalk

White Chalk fue publicado el 25 de septiembre de 2007 y debutó en la posición número 11 de la lista de álbumes del Reino Unido, 1 puesto más arriba que su álbum predecesor y la Industria Fonográfica Británica lo certificó con el disco de plata tras vender 60,000 ejemplares. En Estados Unidos llegó al número 65 del listado del Billboard 200, 36 puestos menos en comparación con Uh Huh Her, que apareció en el número 29. En ese mismo país ocupó el puesto 14 del Billboard Alternative Albums. Noruega fue el lugar en llegó a la posición más alta, la número 7, le siguió Francia en el 10, Bélgica en el 12, 15 en Irlanda, 18 en Dinamarca y 20 en Portugal y se ubicó en los primeros 40 puestos de otras 7 naciones.
En Estados Unidos fue publicado en formato CD y en LP de 33⅓ rpm LP mientras que en el Reino Unido fue de 45 rpm. La edición estándar se compone 11 pistas mientras que la versión de iTunes contiene el tema extra «Wait», un lado B sel sencillo «When Under Ether».
La fotografía de la portada fue tomada por Maria Mochnacz, en ella se muestra a Harvey sentada mirando de frente y ataviada con un vestido blanco de estilo victoriano. Durante todo el tiempo que duró la promoción y gira del álbum Harvey utilizó ese atuendo.
Fueron publicados 3 sencillos: el 17 de septiembre de 2007 apareció «When Under Ether» que llegó al puesto 101 de la lista de sencillos del Reino Unido; le siguieron «The Piano» y finalmente «The Devil».

## Recepción de la crítica

### Medios anglosajones
White Chalk recibió en su mayoría críticas positivas, obteniendo en Metacritic una puntuación de 80 sobre 100 con base en 38 reseñas, lo que indica "críticas generalmente favorables". Heather Phares de Allmusic lo describió como «un álbum que puede hacerte temblar en un día soleado», otorgándole cuatro estrellas de cinco. Keith Phillips de The A.V. Club escribió que «son 11 pistas hermosas y sombrías que suenan como nada que Harvey haya lanzado antes». The Guardian le dio cuatro estrellas de cinco, comentando en su crítica que «las composiciones en White Chalk más que canciones son que breves bocetos realizados con una majestuosidad tensa y esquelética». NME lo consideró su álbum más personal desde Rid of Me (1993) aunque también señaló que «no es lo suficientemente consistente como para ser uno de sus clásicos", otorgándole una puntuación de siete sobre diez. Paul Mardles del periódico británico The Observer le dio la máxima calificación, correspondiente a cinco estrellas, llamándolo «un triunfo improbable pese a ser sombrío y a la ausencia de guitarras». Para Rob Sheffield de Rolling Stone fue un álbum más fuerte y más asertivo que Uh Huh Her, dándole cuatro estrellas de cinco, misma calificación otorgada por la revista Q. Will Hermes de la revista Spin lo llamó «un álbum que atrapa rápidamente». Al calificarlo con un 6.8 diez, Joshua Klein de Pitchfork lo llamó «el álbum más desolador que Polly Jean Harvey haya hecho». Hot Press también tuvo elogios para White Chalk al calificarlo de «hermoso, arcano e inquietante».

### Medios en español
Las reseñas por parte de los medios en español también fueron positivas: Rockaxis escribió que "White Chalk es la muestra más clara de la atemporalidad" comparando el sonido del disco con Tori Amos. Jenesaispop le dio un puntaje de siete sobre diez, señalando que «uno de sus discos más espinosos y oscuros, sonando apropiado para el tono de Liza Fraser o incluso Siouxsie Sioux». Para Rockdelux, «explora registros y tesituras insólitas en ella y más acordes al carácter mucho más intimista y melódico del disco». El sitio Mondo Sonoro escribió acerca del disco que «ha cocinado a fuego lento uno de esos discos tan emocionalmente nocivos que te dejan clavado al asiento durante y después de su escucha». En retrospectiva, el sitio español Hipersónica al calificarlo con un 8.1 sobre 10 destacó que «White Chalk nos dio una bofetada. Fue inesperado y demoledor. Y hoy, casi diez años después, continúa siendo así».

### Reconocimientos
| Publicación     | Lista                   | Año  | Puesto | Ref.   |
| --------------- | ----------------------- | ---- | ------ | ------ |
| NME             | Mejores álbumes 2007    | 2007 | 13     | [ 33 ] |
| Stylus Magazine | Top 50 álbumes de 2007  | 2007 | 50     | [ 34 ] |
| PopMatters      | Mejores álbumes de 2007 | 2007 | 47     | [ 35 ] |
| The Wire        | 50 grabaciones del año  | 2007 | 45     | [ 36 ] |

## Lista de canciones
Todas las canciones han sido escritas por PJ Harvey.

| N.º | Título             | Duración |  |
| 1.  | «The Devil»        | 2:55     |  |
| 2.  | «Dear Darkness»    | 3:09     |  |
| 3.  | «Grow Grow Grow»   | 3:21     |  |
| 4.  | «When Under Ether» | 2:22     |  |
| 5.  | «White Chalk»      | 3:06     |  |
| 6.  | «Broken Harp»      | 1:57     |  |
| 7.  | «Silence»          | 3:05     |  |
| 8.  | «To Talk to You»   | 4:00     |  |
| 9.  | «The Piano»        | 2:36     |  |
| 10. | «Before Departure» | 3:45     |  |
| 11. | «The Mountain»     | 3:10     |  |

iTunes bonus track

| N.º | Título | Duración |  |
| 12. | «Wait» | 2:17     |  |

## Posicionamiento en las listas
| País           | Lista                           | Posición |
| -------------- | ------------------------------- | -------- |
| Alemania       | German Albums Chart             | 54       |
| Australia      | Australian ARIA Albums Chart    | 24       |
| Austria        | Austrian Top 40                 | 66       |
| Bélgica        | Belgian Albums Chart (Vl)       | 12       |
| Bélgica        | Belgian Albums Chart (Wa)       | 33       |
| Dinamarca      | Danish Albums Chart             | 18       |
| España         | Spanish Albums Chart            | 55       |
| Países Bajos   | Dutch Top 100                   | 34       |
| Finlandia      | Finnish Albums Chart            | 32       |
| Francia        | French SNEP Albums Chart        | 10       |
| Irlanda        | Irish Albums Chart              | 15       |
| Italia         | Italian FIMI Albums Chart       | 66       |
| Noruega        | Norwegian Albums Chart          | 7        |
| Nueva Zelanda  | New Zealand RIANZ Top 40        | 35       |
| Portugal       | Portuguese AFP Albums Chart     | 20       |
| Suecia         | Swedish Albums Chart            | 24       |
| Suiza          | Swiss Hitparade Albums Chart    | 21       |
| Reino Unido    | UK Albums Chart                 | 11       |
| Estados Unidos | US Billboard 200                | 66       |
| Estados Unidos | US Billboard Alternative Albums | 14       |
| Estados Unidos | US Billboard Tastemaker Albums  | 3        |

| País           | Organismo certificador | Certificación | Ventas |
| -------------- | ---------------------- | ------------- | ------ |
| Francia        | SNEP                   | —             | 20,000 |
| Reino Unido    | BPI                    | Plata         | 60,000 |
| Estados Unidos | RIAA                   | —             | 62,000 |

## Créditos
Todos los créditos has sido adaptados a partir de las notas de White Chalk.
| Músicos - PJ Harvey – voz, piano, guitarra acústica, bajo, teclados, cítara, armónica, arpa - John Parish – batería, bajo, guitarra acústica, banjo, percusión, voces de acompañamiento - Eric Drew Feldman – piano, teclados, optigan, mellotron, minimoog, voces de acompañamiento - Jim White – batería, percusión Músicos adicionales - Nico Brown – concertina, voces de acompañamiento en «Before Departure» - Andrew Dickson – en «Before Departure» - Bridget Pearse – en «Before Departure» - Martin Brunsden – en «Before Departure» - Nick Bicât – en «Before Departure» | Equipo técnico - Flood – productor, ingeniero de sonido, mezcla - John Parish – producción, mezcla - PJ Harvey – producción, mezcla, ingeniero de sonido - Catherine Marks – asistente de ingeniería - Andrew Savors – asistente de ingeniería - Ali Chant – ingeniero de apoyo Diseño - Maria Mochnacz – arte del disco, fotografía - Rob Crane – arte del disco |